# الصمم في النمسا
لغة الإشارة النمساوية (ÖGS) هي لغة مستقلة في النمسا يستخدمها ما يقرب من 8,000 إلى 10,000 نمساوي في جميع أنحاء البلاد.[بحاجة لمصدر] مثل أي لغة إشارة، تُستخدم لغة الإشارة النمساوية بشكل أساسي من قبل الأشخاص الصم وضعاف السمع. في النمسا، يتم عادةً تحديد هؤلاء الأشخاص على أنهم صم أثناء فحص السمع عند حديثي الولادة، حيث يخضع 90% من جميع الرضع في البلاد لاختبار سمع.[بحاجة لمصدر] يتيح توفر هذا الاختبار لـ 35% من حديثي الولادة الذين قد يكونون صمًا الحصول على تشخيص قبل بلوغهم 3 أشهر،[بحاجة لمصدر] ويتلقى 69% منهم التدخل قبل بلوغهم 6 أشهر.[بحاجة لمصدر] كما يوفر هذا الفحص نظرة ثاقبة على معدل ضعف السمع الخلقي؛ في النمسا، يبلغ هذا المعدل 1.11 لكل 1,000 مولود جديد.[بحاجة لمصدر]
إحدى ممارسات التدخل الشائعة لهؤلاء الأطفال هي التدخل المبكر المرتكز على الأسرة، أو FCEI. بدأت هذه الممارسة رسميًا في النمسا عام 2012، ومنذ ذلك الحين توسعت عالميًا مع بقائها ممارسة شائعة داخل البلاد. بالإضافة إلى ذلك، كانت النمسا طرفًا في اتفاقية الأمم المتحدة لحقوق الأشخاص ذوي الإعاقة منذ عام 2008 وتشارك في البروتوكول الاختياري، مما يمنح الأفراد المعنيين القدرة على التواصل مباشرة مع لجنة الأمم المتحدة لحقوق الأشخاص ذوي الإعاقة في جنيف. يعمل مكتب أمين المظالم كجهة استشارية مكلفة بمراقبة المؤسسات والبرامج المتاحة في النمسا للأشخاص ذوي الإعاقة.

## حقوق الإنسان والحقوق المدنية
وقد أصبحت اتفاقية الأمم المتحدة لحقوق الأشخاص ذوي الإعاقة سارية المفعول في النمسا من خلال التشريعات والإنفاذ منذ 26 أكتوبر 2008. بالإضافة إلى ذلك، وقعت النمسا أيضًا على البروتوكول الاختياري، الذي يسمح للأفراد والمجموعات بإرسال الشكاوى مباشرة إلى لجنة الأمم المتحدة لحقوق الأشخاص ذوي الإعاقة في جنيف. واستجابة لهذه الإضافة، عمل مكتب أمين المظالم كهيئة استشارية من خلال مراقبة المؤسسات والبرامج المتاحة داخل النمسا للأشخاص ذوي الإعاقة.

## لغات الإشارة
تنص المادة 8 من الدستور النمساوي الرسمي لعام 1920 على أن "الألمانية هي اللغة الرسمية للجمهورية دون المساس بالحقوق التي ينص عليها القانون الاتحادي للأقليات اللغوية." يصنف الدستور أيضًا لغة الإشارة النمساوية (ÖGS) كلغة مستقلة، والتي تحتوي على تفاصيل تنظمها قوانين فردية. تُعرف لغة الإشارة النمساوية أيضًا باسم "لغة الإشارة الكارنتية"، ويقدر أنها نشأت في عام 1870. اعتبارًا من عام 2014، قدرت EUD أن اللغة لديها ما بين 8,000 و 10,000 مستخدم في جميع أنحاء البلاد وتحمل تباينًا أو لهجة كبيرة عبر مناطق مختلفة، بما في ذلك فيينا، كيرنتن، وستيريا. بينما ترتبط اللغة تاريخيًا بلغة الإشارة الروسية، فإنها تشترك في معظم أوجه التشابه مع لغة الإشارة الفرنسية من خلال نظام تهجئة الأصابع المتشابه للغاية.

## فحوصات السمع للمواليد الجدد في النمسا
بدأت فحوصات السمع للمواليد الجدد في النمسا في أوائل التسعينيات. تم تطبيق هذه الفحوصات على مستوى البلاد في عام 1995 بعد أن أيدتها الجمعية النمساوية للأنف والأذن والحنجرة ووضعت مبادئ توجيهية لممارساتها. ووفقًا للمبادئ التوجيهية المعمول بها، يتم فحص المواليد الجدد بعد أيام قليلة من الولادة وسيخضعون لفحص ثانٍ قبل الخروج إذا لم يحصلوا على نتيجة ناجحة في اختبارهم الأول. حاليًا، يتلقى حوالي 90% من المواليد الجدد النمساويين الفحص. وقد ارتفع هذا العدد منذ تطبيق الفحص من قبل الجمعية النمساوية للأنف والأذن والحنجرة لأنه على الرغم من أن الاختبار لم يكن مطلوبًا بموجب القانون أو التشريع، فإن معايير الرعاية الصحية الحالية توصي بالكشف عن فقدان السمع بين عمر 3 أشهر والسماح بالتدخل قبل 6 أشهر. في عام 2003، جعل برنامج الرعاية الصحية الوطنية للأطفال فحوصات سمع الرضع ممارسة روتينية لتأهيل UNHS كإجراء وقائي شبه إلزامي. وبسبب هذا الوضع، تتطلب الحكومة النمساوية أدلة متسقة على أن البرنامج وجهوده تحسن أو، على الأقل، تحافظ على حالة الرعاية الصحية في البلاد.
أجريت دراسة بعد 10 سنوات من التطبيق الرسمي لاختبارات السمع في فحوصات صحة المواليد الجدد، ووجدت أن 35% من المواليد الجدد الذين فشلوا في اجتياز اختبار السمع تلقوا تشخيصًا طبيًا لفقدان السمع قبل 3 أشهر من العمر، و69% من الذين فشلوا تم إدخالهم إلى طريقة للتدخل المبكر في أول 6 أشهر من حياتهم. بدلاً من ذلك، من المواليد الجدد الذين لم يتلقوا اختبار سمع، حصل 4% على إمكانية الوصول إلى التدخل المبكر قبل سن 6 أشهر. بالإضافة إلى هذه الدراسة في جميع أنحاء البلاد، يبلغ متوسط معدل ضعف السمع الخلقي 1.11 مولودًا لكل 1,000 طفل يولدون.

## التدخل المبكر
التدخل المبكر المرتكز على الأسرة (FCEI) هي طريقة للتدخل المبكر تركز على أهمية الأسرة في رفاهية الطفل. تُقارن الممارسات في FCEI عادةً بأشكال أخرى من التدخل التي تدور حول الطفل نفسه، أو التوجه الطبي، أو التوجهات السريرية. بدأت FCEI في النمسا على يد الطبيبين دانيال هولزينغر ويوهانس فيلينغر، اللذين هدفا إلى جمع الآباء والأمهات السامعين والصم والمهنيين معًا في محاولة لتطوير ممارسات وبحوث تركز على الأسرة.